# Kudímkar
Kudímkar (en rus: Кудымкар) és una ciutat de Rússia, es troba al territori de Perm. El 2023 tenia 28.630 habitants. Es troba a la confluència entre els rius Inva i Kuva, de la conca del Kama, a 146 km al nord-oest de Perm i a 1.082 km al nord-est de Moscou.

## Història
Kudímkar fou fundada durant el segle XVI, i fou capital del districte autònom dels Komis-Permiak, que s'integrà en el krai de Perm l'1 de desembre de 2005.